# Kompetencje kulturowe
Kompetencje kulturowe – zespół nabytych cech, zdolności umożliwiających swobodne uczestnictwo w kulturze zgodne z normami, wartościami, jest to zdolność do rozpoznawania, uczenia się, zmiany treści kultury. Dzięki określonym kompetencjom można treści kultury przekazywać następnym pokoleniom, wzbogacać kapitał kulturowy o nowe wartości, wzory. Są one niezbędne do pełnego uczestniczenia w społeczeństwie.